# Anna Paulina Lewicka
Paulina B. Lewicka – polska arabistka i islamoznawczyni, pracowniczka naukowa Katedry Arabistyki i Islamistyki Uniwersytetu Warszawskiego.

## Życiorys
W latach 1983–1989 studiowała arabistykę na Uniwersytecie Warszawskim. W 1989 złożyła egzamin magisterski na podstawie pracy I wojna światowa a polityka Wielkiej Brytanii wobec Egiptu. Historia protektoratu 1914-1922. W latach 1991–1992 pracowała jako lektorka języka arabskiego w Instytucie Orientalistycznym Uniwersytetu Warszawskiego a od 1992 do 1994 w Departamencie Azji i Afryki w Ministerstwie Spraw Zagranicznych. W latach 1996–1998 pracowała naukowo w Polskiej Akademii Nauk. Od 1999 adiunktka w Katedrze Arabistyki i Islamistyki Wydziału Orientalistycznego Uniwersytetu Warszawskiego. Od października 2011 do maja 2012 prowadziła badania w Annemarie Schimmel Kolleg Uniwersytetu w Bonn.
13 listopada 2012 habilitowała się na Wydziale Orientalistycznym Uniwersytetu Warszawskiego na podstawie rozprawy Food and Foodways of Medieval Cairenes: Aspects of Life in an Islamic Metropolis of the Eastern Mediterranean. 
Zajmuje się historią świata arabskiego do 1517, historią życia codziennego, etnohistorią, epoką Mameluków, średniowiecznym Kairem, miastami muzułmańskimi w średniowieczu, średniowieczną arabsko-muzułmańską dietetyką i medycyną.

## Ważniejsze publikacje
- Šāfi‘ Ibn ‘Alī’s Biography of the Mamluk Sultan Qalāwūn. Introduction, Edition, and Commentary, Dialog, Warszawa 2000.
- Food and Foodways of Medieval Cairenes: Aspects of Life in an Islamic Metropolis of the Eastern Mediterranean, Brill, Leiden-Boston 2011.